# خودسکی ویزد
خودسکی ویزد (به چکی: Chodský Újezd) یک منطقهٔ مسکونی در جمهوری چک است که در ناحیه تاخوو واقع شده‌است. خودسکی ویزد ۶۴٫۷۸ کیلومتر مربع مساحت و ۷۷۹ نفر جمعیت دارد و ۵۵۶ متر بالاتر از سطح دریا واقع شده‌است.